# گچ

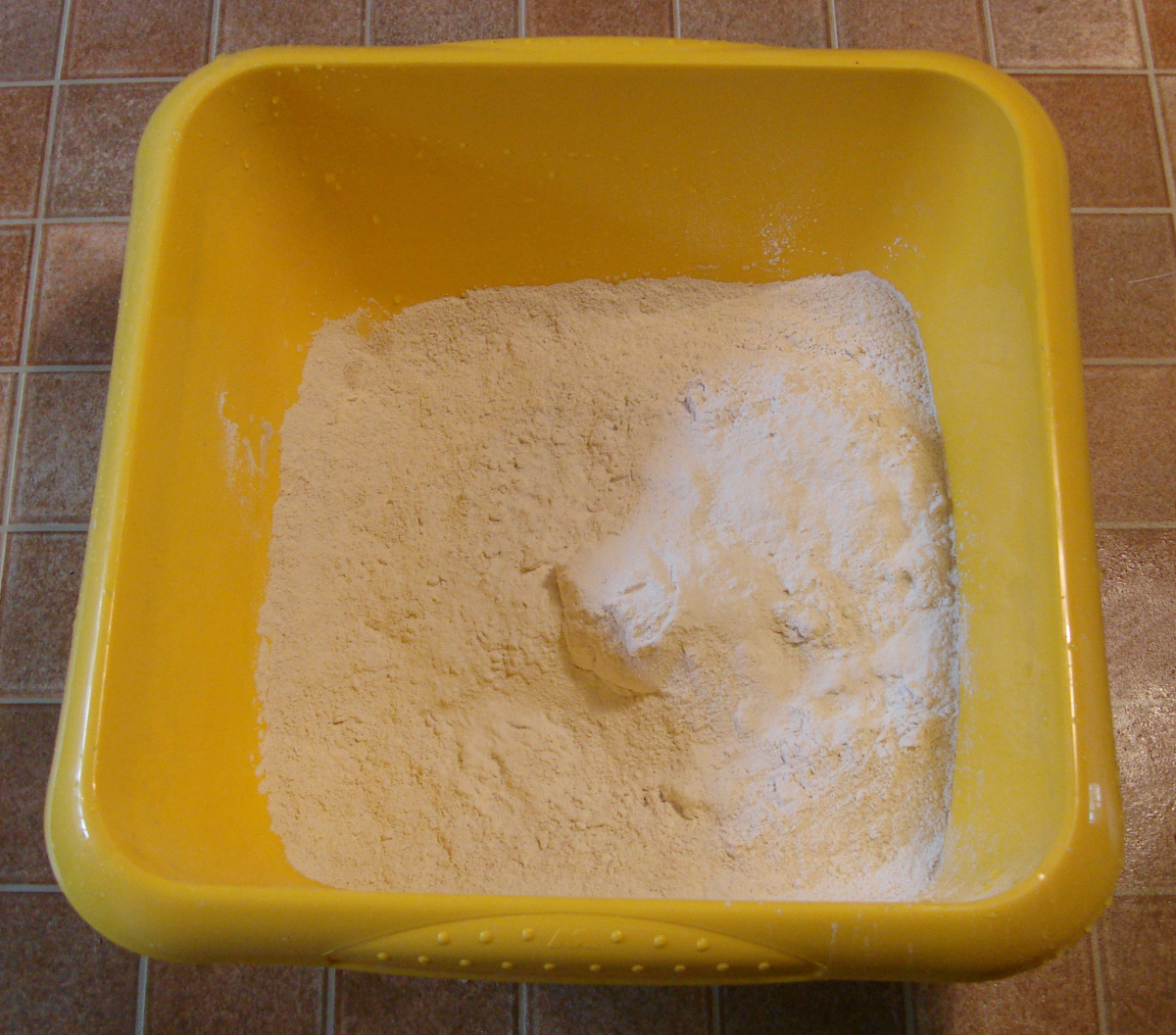
گچ، پیش از ترکیب با آب

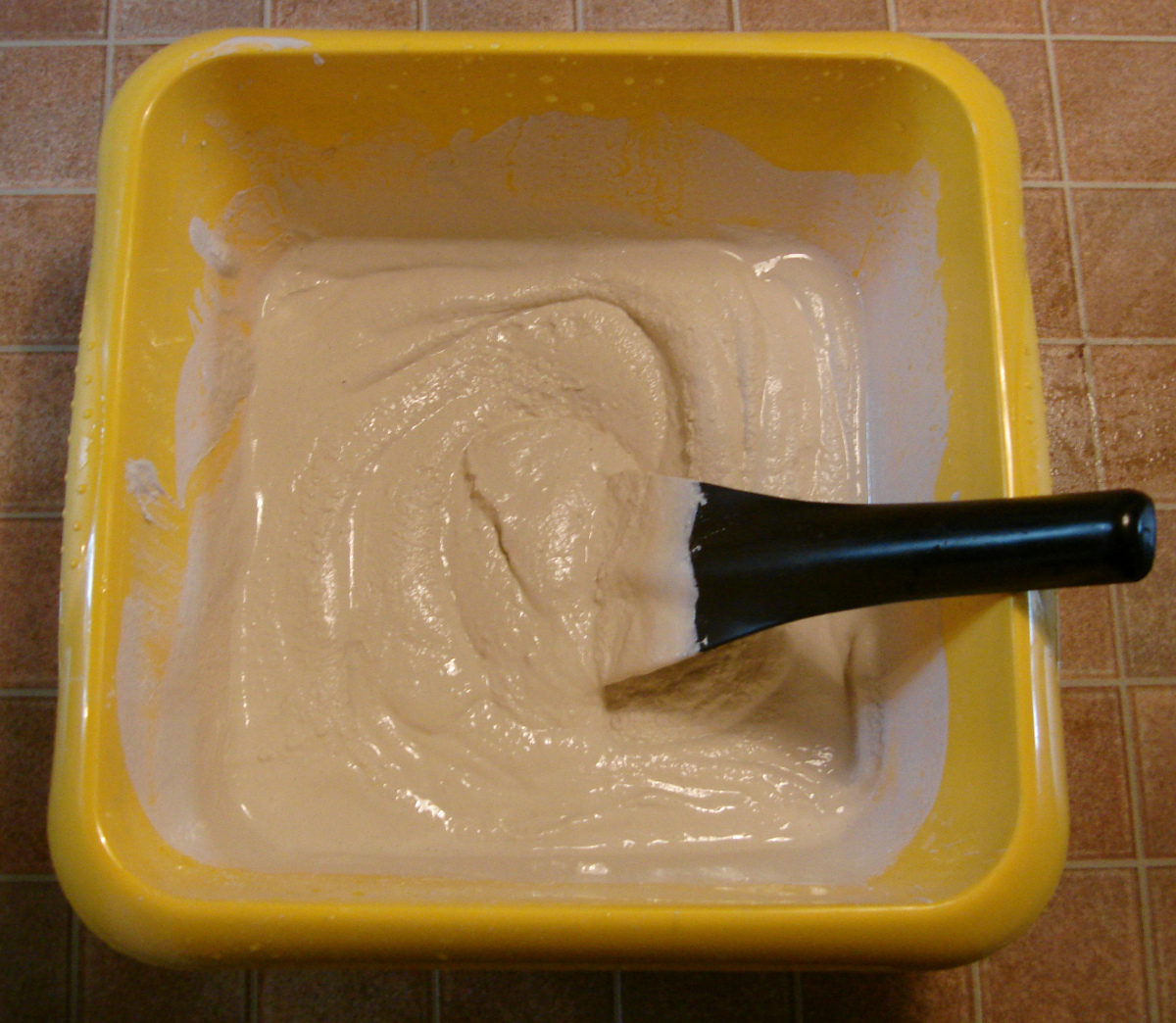
گچ، پس از ترکیب با آب

گَچ کلسیم سولفات آبدار طبیعی یا غیرطبیعی است و در چندین فرم بلوری یافت می‌شود که در ذخایر پوسته جامد کره زمین و مایع زمین که قابل برداشت نیست به فرم قشرهای نسبتاً ضخیم و کلفت یافت می‌شود که آن را از دل زمین استخراج می‌کنند و استفاده می‌کنند.
نخستین بار حدود ۱۶۰ تا ۲۰۰ میلیون سال پیش، زمانی که دریاها خشک شدند، لایه‌های سنگ گچ که در زیر آن‌ها به وجود آمده بودند پدیدار گشتند. گچ یکی از قدیمی‌ترین مصالح ساختمانی مورد استفاده در دنیا می‌باشد که در قرون گذشته با روش‌های دیگر تولید و به صورت‌هایی دیگر استفاده شده‌است. مطابق تحقیقات زمین شناسان، دوران ناپدید شدن دایناسورها و پدیدار شدن لایه‌های سنگ گچ خیلی قدیمی تر از ایجاد تمدن‌ها بر روی زمین است.
در قرن ۱۷ پاریس پایتخت گچ بود و تمام دیوارهای چوبی خانه‌ها توسط گچ پوشانده شده بود. پادشاه فرانسه این قانون را بعد از این که لندن بزرگ در سال ۱۶۶۶ در اثر آتش‌سوزی از بین رفت اجباری نمود.
گچ را پس از استخراج سنگ گچ از معدن مانند آهک به کوره می‌برند و تا دمای نزدیک به ۱۸۰ درجه سانتی‌گراد گرما می‌دهند تا شماری از مولکول‌های آب تبلورش را از دست بدهد و به فرم گچ قابل به‌کارگیری به عنوان مصالح ساختمانی و قالب‌گیری درآید. معمولاً گچ را با آسیابهای مخصوص به صورت پودر درمی‌آورند و در کیسه‌ها یا به صورت فله به فروش می‌رسد. پودرهای گچ مرغوب باید کوچکتر از ۰٫۱۵ میلی‌متر باشد. در اکثر موارد ترکیب گچ و آب خالص برای کاربردهای مختلف استفاده می‌شود هر چند در موارد نیاز با اضافه کردن مقداری مواد مختلف می‌توان زمان سفت شدن آن را کاهش داد؛ مثلاً با اضافه کردن ۱٪ نمک طعام به مخلوط گچ و آب زمان گیرش آن کم می‌شود و اگر میزان نمک بیش از ۴ درصد شود زمان گیرش زیاد می‌شود (تا ۳۰ دقیقه).
رنگ گچ به فرم طبیعی سفید بوده و ممکن است به دلیل ناخالصی‌های مواد آلی رس و اکسید آهن به رنگ‌های خاکستری، خاکستری مایل به آبی، صورتی یا زرد دیده شود. سنگ گچ دارای سیستم تبلور منوکلینیک، وزن مخصوص ۲/۲ و سختی ۲ می‌باشد.
ژیپس مورد به‌کارگیری با سنگ گچ به فرم توده‌ای بلوری‌شده که به فرم دانه‌های ریز و درشت است؛ در اسید کلریدریک و آب گرم به فرم محلول در می‌آید.
سنگ گچ خالص دارای ۹/۲۰ درصد آب ترکیبی و ۶/۴۶ درصد SO3 و ۵/۳۲ درصد CaO است.
خلوص سنگ گچ بر پایه درصد کانی ژیپس در آن تعریف می‌شود. بر پایه انجمن استاندارد مصالح آمریکا (ASTM) دست‌کم خلوص مورد نیاز برای سنگ گچ در مواد صنعتی ۷۰ درصد ژیپس است در صورتی که بیش‌تر سنگ گچ‌های تجارتی و بازرگانی دارای ۷۵ تا ۹۰ درصد خلوص می‌باشند.
نا خالصی‌های موجود در سنگ گچ بیش‌تر شیل، رس‌ها و کربنات کلسیم است و گاهی بازمانده کنش‌ها و فعالیت‌های حیاتی نیز در آن دیده می‌شود.
این واژه از فارسی میانه gač است که ریشهٔ نهایی آن نامعلوم است، ولی با واژه‌های اکدی gaṣṣu، آرامی gaṣṣā، عربی جصّ، لاتین gypsum، و یونانی باستان gýpsos مرتبط است.
گچ آبخورده را گچ کشته میگویند.
خاصیت کشته شدن گچ بسیار سریع است پس از همین رو باید بعد از ترکیب با آب سریع مورد استفاده قرار گیرد.

## گچ در معماری ایران
یکی از کاربردهای ویژهٔ گچ، اندود کردن دیوارها و آراستن سطوح داخلی ساختمان هاست و با استفاده از هنر گچبری به آن زیبایی می‌بخشند. از میان نمونه‌های به جا مانده می‌توان به گچبری، چفت‌گیری و ابزار زنی طاقچه بازمانده از کاخ بیشابور نام برد.
پس از ظهور اسلام نیز از هنر گچبری در بناها استفاده می‌شده‌است، ولی این هنر به دلیل حرمت پیکره‌سازی در قالب نقوش برجسته از گل و گیاه و نیز انواع طرح‌های اسلیمی و بندهای ختایی و حط‌های مختلف تجلی یافت. از نمونه‌های به جا می‌توان به مسجد فریومد در سبزوار اشاره کرد.

### گچبری دوره سلجوقی
هنر گچبری در انواع خط کوفی همراه نقوش اسلیمی خرطوم فیلی روند تحول این هنر در دورهٔ سلجوقی بوده‌است. به‌طور کلی هنر گچبری در دوره سلجوقی مورد توجه در نماسازی داخلی بوده‌است. از میان آثار این دوره می‌توان به گچ‌بری‌های مسجد اردستان با خط کوفی «مُزهّر» و گنبد و مسجد علویان در همدان اشاره داشت.

### گچبری دوره ایلخانی
در این دوره گچبری رونق یافت. به وجود آمدن محراب‌های گسترده با انواع خط کوفی و خط‌های سلطانی، دیوانی، رقعی و به‌کارگیری انواع گره هندسی با نقوش اسلیمی توماری و اسلیمی ماری در لابلای کتیبه و اسپرهای خط با گل و برگ‌های پهن گود و برجسته در آن به وجود آورده شد.
از آثار این دوره به بقعه بایزید بسطامی و مسجد الجایتو در اصفهان اشاره کرد.

## استانداردهای ملی ساختمان
- استاندارد شماره ۱۲۰۱۵–۱: گچ‌های ساختمانی و اندودهای گچی آماده -قسمت ۱- تعاریف و ویژگی‌ها[۳]
- استاندارد شماره ۱۲۰۱۵–۲: گچ‌های ساختمانی و اندودهای گچی آماده -قسمت ۲- روش‌های آزمون[۳]
- استاندارد شماره ۲۶۹: ویژگی‌ها و روش آزمون گچ ساختمانی
- استاندارد شماره ۱۱۶۱: سقف پوش گچی
- استاندارد شماره ۲۷۸۵: ویژگی‌های گچ قالب‌سازی
- استاندارد شماره ۲۷۸۶: قطعه‌های پیش‌ساخته دیوارهای گچی
- استاندارد شماره ۵۰۲۹: روش‌های آزمون شیمیایی گچ‌های ساختمانی
- استاندارد شماره ۵۰۳۰: ویژگی‌های سنگ گچ
- استاندارد شماره ۵۰۳۱: ویژگی‌های گچ استریش
- استاندارد شماره ۵۰۳۲: ویژگی‌های بتن گچی
- استاندارد شماره ۵۰۳۳: ویژگی‌های سنگدانه‌های معدنی مورد به‌کارگیری در گچ ساختمانی
- استاندارد شماره ۵۴۸۱: روش آزمون فیزیکی گچ پلاستر
- استاندارد شماره ۵۴۸۲: روش‌های آزمون گچ‌های ساختمانی[۴]

### گچ
گچ از جمله مصالحی است که در صنایع ساختمان‌سازی از اهمیت مخصوص برخوردار است و به علت ویژگی‌هایی که دارد از زمان‌های قدیم در امر ساختن مسکن مورد مصرف قرار می‌گرفت. در بسیاری از ساختمان‌های قدیمی مخصوصاً در دوران صفویه که اغلب آن‌ها در اصفهان موجود می‌باشد گچ نقش مؤثری داشته و گچ بریها ی بسیار زیبائی از آن دوران باقی مانده‌است.
قدمت استفاده بشر از گچ به حدود پنج هزار سال قبل می‌رسد. دیواره‌های قبرهایی در مصر که مربوط به آن دوران است به وسیلهٔ گچ اندود شده‌است.
در ایران نیز استفاده از گچ به زمان اشکانیان می‌رسد و گچ بری‌های بجا مانده از آن تاریخ گواه این موضوع می‌باشد.
گچ به علت خواص خود از اولین قدم در ایجاد یک بنا که پیاده کردن حدود زمین باشد و با اصطلاح برای ریختن رنگ اطراف زمین مورد نیاز بوده و همچنین تا آخرین مراحل کار که سفیدکاری و نصب سنگ است باز هم گچ مورد نیاز است و حتی در نقاشی هم از گچ استفاده می‌نماید.